# Gothic Rock
Der Gothic Rock, häufig auch nur als Goth bzw. Gothic bezeichnet, ist ein Stil der Rockmusik, der Ende der 1970er Jahre aus dem Post-Punk-Umfeld hervorging und in den 1980er und frühen 1990er Jahren innerhalb der Dark-Wave-Bewegung populär war. Aufgrund seiner zahlreichen Verwurzelungen im Punk-, Glam- und Psychedelic Rock sind die Ausdrucksformen mannigfaltig. Stilprägend für das Genre waren Bands wie Bauhaus, Joy Division, Siouxsie and the Banshees, The Cure und die frühen The Sisters of Mercy.
Zwischen 1997 und 1998 starb der Gothic Rock – bis auf wenige Künstler – nahezu vollständig aus. Er erlebte jedoch nach der Jahrtausendwende eine Neubelebung, die sich durch starke Verschränkungen zum amerikanischen Death-Rock äußert.
Der Gothic Rock provozierte zu Beginn der 1980er Jahre die Entwicklung der Gothic-Kultur.

## Namensherkunft

### Ursprung
Die Herkunft der Bezeichnung Gothic in Bezug auf ein Genre aus dem Post-Punk-Umfeld ist nicht sicher geklärt. Unterschiedlichen Quellen zufolge soll sie auf Martin Hannett zurückgehen, der das von ihm produzierte Album Unknown Pleasures der Gruppe Joy Division in der Mitte des Jahres 1979 als „Tanzmusik mit unterschwelligen Gothic-Elementen“ beschrieb. Im September gleichen Jahres war Tony Wilson, Chef von Factory Records, mit Joy Division in der BBC-Sendung Something Else zu Gast und bezeichnete die Musik der Band als „gothic“. Etwa zur gleichen Zeit nutzte Steven Severin, Bassist der Gruppe Siouxsie and the Banshees, die Bezeichnung „gothic“, um die Musik des zweiten Siouxsie-and-the-Banshees-Albums Join Hands zu umschreiben. Schon im November 1979 wurde „Gothic“ als neue Genrebezeichnung von der Musikzeitschrift Sounds kritisiert:

„Der Ausdruck »Gothic« ist eine reichlich überstrapazierte Bezeichnung des Genres, aber der Effekt der Musik von Joy Division ist derselbe wie der […] der Banshees.“

Genau ein Jahr später, im November 1980, trat „Gothic“ als Genre-Etikett erneut in Erscheinung, dieses Mal in einer Rezension zum Album In the Flat Field von Bauhaus. Drei Monate danach erschien in einer Februar-Ausgabe des Sounds der Artikel The Face of Punk Gothique, der sich mit der Gruppe UK Decay und mit der wachsenden Gothic-Rock-Bewegung auseinandersetzt. Laut Abbo, Sänger der Band UK Decay, war „Gothic“ in London der frühen 1980er ein Insiderbegriff einer kleinen Szene rund um die Bands UK Decay, The Southern Death Cult, Gloria Mundi, Sex Gang Children und Bauhaus.
Daneben fand die Bezeichnung „Positive Punk“ Verwendung. Ursprünglich durch den Journalisten Richard North (alias Richard Cabut) geprägt, taucht diese erstmals 1983 in einer Februar-Ausgabe der britischen Musikzeitschrift New Musical Express auf und wurde bis in die Mitte der 1980er als Synonym für den frühen Gothic Rock genutzt.

### Etablierung
Bis in die Mitte der 1980er Jahre blieb Gothic eine Bezeichnung, die hauptsächlich in Großbritannien sporadisch zum Einsatz kam. Obgleich sie schon zu dieser Zeit auch in anderen Gebieten, wie beispielsweise Deutschland, bekannt war und in der Fachpresse Erwähnung findet, wurden Bands wie Joy Division oder Siouxsie and the Banshees in Europa und Nordamerika primär unter den Bezeichnungen New Wave und Post-Punk vermarktet. Erst Ende der 1980er Jahre, und mit Veröffentlichung des Buches Gothic Rock Black Book (1988) von Mick Mercer, etablierte sich Gothic weltweit als Genrebezeichnung. Zeitweilig war im europäischen Raum die Bezeichnung „Gothic Wave“ im Umlauf, um das Genre von anderen (Dark-)Wave-Formen (bspw. Electro Wave) abzugrenzen.

## Stilistische Merkmale
Der Gothic Rock ist durch sein Bass- und Gitarrenspiel und seine – in der Regel mit elektronischen Soundeffekten unterlegte – Klangfarbe gekennzeichnet, zahlreiche Gothic-Rock-Stücke sind psychedelisch geprägt. Typische Effekte sind Flanger, Delay (Verzögerung) oder Reverb (Hall-Effekte), meistens in Zusammenspiel mit warmen Overdrive- oder klaren Gitarrenklängen (sogenannte „moody slide guitars“). Dies kann man bei Gruppen wie Bauhaus, Siouxsie and the Banshees, The Cure und den Frühwerken der Cocteau Twins und der Sisters of Mercy hören. Viele der frühen Gothic-Lieder fußen auf der Spielweise des Punk. Sie verwenden jedoch klare Melodiebögen und verzichten dabei auf den permanenten Einsatz ganzer Akkorde.

„Einer der Gründe, weshalb Gothic so herausstach, waren die Gitarristen, die eine Art von Akkorden und Läufen benutzten, die vorher nicht benutzt worden waren.“

Gothic Rock ist ein semitonal bedingter Musikstil, das heißt, er lebt vorrangig durch den Einsatz von Halbtönen und wird üblicherweise im Moll (Äolischer oder Phrygischer Modus) gespielt. Aber auch Tonarten in Dur sind präsent. Die Bassgitarre wird prononciert eingesetzt, um den Kompositionen ein tiefes, dunkles bzw. schweres Stimmungsbild zu verleihen und damit den gewünschten Effekt zu erzielen. Im Kontrast hierzu werden mit einer E-Gitarre häufig hohe Töne angeschlagen oder gezupft (sogenanntes „picking“). Eine Besonderheit ist dabei die Verwendung der Bassgitarre als ein der E-Gitarre gleichwertiges Musikinstrument. In vielen Gothic-Rock-Stücken steht sie auch als führendes Instrument im Vordergrund. Ein weiteres markantes Merkmal ist in diesem Zusammenhang die Anwendung der Slide-Gitarren-Technik, so unter anderem bei Hollow Hills von Bauhaus. Charakteristisch ist zudem der Einsatz einer Rhythm-Box bzw. eines Drumcomputers, wie ihn Bands wie The Sisters of Mercy, The March Violets, Clan of Xymox, Garden of Delight oder Lady Besery’s Garden nutzten.
Seit den 1990er Jahren wurde verstärkt versucht, durch Mehrspuraufnahmen und mithilfe der Overdubbing-Technik einen breiteren und volleren Klang zu erzeugen. Dabei werden die Einzelspuraufnahmen eines Musikinstruments mehrfach übereinandergelegt und teilweise so ineinander geschoben, dass eine Wall of Sound entsteht, wie sie speziell bei der Musik US-amerikanischer Gothic-Rock-Bands wie Mephisto Walz oder Trance to the Sun zur Geltung kommt, aber auch bei britischen Bands wie Vendemmian (u. a. auf deren Album Transition) zu hören war.
Im Gothic Rock sind unterschiedliche Gesangstypen auszumachen. Waren die frühen Gothic-Rock-Bands noch stark durch den schnoddrigen Gesang des Punk-Rock geprägt, pendelte der Gesang von Gruppen der Mitt-/End-1980er, wie The Sisters of Mercy und Fields of the Nephilim, zwischen Bassstimme und Untertongesang. Zu Beginn der 1990er standen beide Gesangsvarianten nebeneinander: Bands wie Moonchild und Corpus Delicti pflegten einen am Mezzosopran bzw. am Tenor und Bariton des frühen Gothic angelehnten Stil, während bspw. Love Like Blood und 13 Candles den für End-1980er Gruppen kennzeichnenden, tiefstimmigen Gesangstyp bevorzugten.
Die Standardbesetzung einer Gothic-Rock-Band beschränkt sich zumeist auf Gesang, Gitarre, Bass und Schlagzeug bzw. Drumcomputer. Auf einen zweiten Gitarristen, wie er beispielsweise im Metal zum Einsatz kommt, wird nicht selten verzichtet. Dieser taucht lediglich vereinzelt bei Gruppen der zweiten Generation, wie Fields of the Nephilim, auf, wodurch das Klangbild stark verändert und rock-orientierter wirken kann. Viele Gothic-Lieder befassen sich mit den Gothic Novels (unter anderem Edgar Allan Poe), und späterer Horrorliteratur (H. P. Lovecraft vor allem mit dem Cthulhu-Mythos), aber auch philosophischen, politischen, gesellschafts- und medienkritischen Themen.
Obwohl sich bereits in den 1980er Jahren mehrere Varianten des Gothic Rock herausbildeten, fand eine strenge Untergliederung in Subgenres, wie sie unter anderem im Metal oder Punk vorherrscht, nicht statt. Nur vereinzelt wird die Bezeichnung Gothic Punk für jene Bands genutzt, die sich deutlich an den Punk-Wurzeln des Genres orientieren.

## Geschichte

### Prolog
Als Gothic Rock bezeichnet man einen dem Post-Punk-Umfeld entwachsenen Musikstil, der Einflüsse aus dem Glam- und Psychedelic Rock aufweist. Dieser Stil entstand Ende der 1970er Jahre in England in der allgemeinen Tendenz der damaligen Punk-Szene, sich in neue Genres aufzuspalten. Impulsgeber dieser Zeit waren Bands wie Joy Division, Bauhaus, Siouxsie and the Banshees, The Cure oder The Sisters of Mercy.
Die Gothic-Rock-Bewegung bildete allerdings keine lose Ansammlung von Bands, die unabhängig voneinander agierten, sondern ein Netzwerk aus Musikern, die sequenziell in verschiedenen Gothic-Rock-Bands aktiv waren. Die Verzweigungen innerhalb dieses Netzwerks reichten von Gruppen wie Gene Loves Jezebel und Xmal Deutschland über All About Eve und Skeletal Family bis hin zu The Cult, Sex Gang Children, The Mission und The Sisters of Mercy. Ähnliche Interaktionen existierten zwischen Siouxsie and the Banshees und The Cure, aber auch Specimen, deren Gitarrist Jon Klein später bei Siouxsie and the Banshees einstieg.
Viele dieser Bands veröffentlichten jedoch zunächst keine reinen Gothic-Alben. Die Übergänge vom Post-Punk zum Gothic Rock waren stark fließend, innerhalb eines Werks wurden noch unterschiedliche Stilformen miteinander verknüpft. Auch ein Stilwechsel innerhalb eines Titels stellte keine Seltenheit dar. In erster Linie waren es die Hits, die den Gothic Rock zu einem eigenständigen Genre formten, so beispielsweise The Passion of Lovers, Bela Lugosi’s Dead und She’s in Parties von Bauhaus; Spellbound, Arabian Knights und Cascade von Siouxsie and the Banshees oder Alice, Marian und Temple of Love von den Sisters of Mercy. Insbesondere Bela Lugosi’s Dead gilt heute als der erste Gothic-Rock-Titel in der Geschichte.
Der frühe Gothic Rock, der aufgrund seiner Wurzeln im Post-Punk auch als Gothic Punk tituliert wird, ist vielen Hörern unter der Bezeichnung „Batcave“ vertraut, benannt nach einem Londoner Nachtclub, der zugleich als Drehpunkt der Gothic-Szene in Südengland gilt. Im Westen der USA formierten sich stilistisch ähnliche Bands, die dort unter der Bezeichnung Death-Rock zusammengefasst wurden.
Ab der Mitte der 1980er Jahre löste sich der Gothic Rock zunehmend von seinen Post-Punk-Strukturen, bedeutende Vertreter des Genres, wie Bauhaus, Sex Gang Children oder The Southern Death Cult, gingen getrennte Wege. Während dieser Zeit trat der Psychedelic Rock als tragendes Element deutlicher hervor. Daneben gab es Künstler, wie die Sisters of Mercy, The Mission und Fields of the Nephilim, die sich mehr und mehr am Hard Rock der 1970er Jahre, wie etwa Led Zeppelin, orientierten. Diese Spielweise erlebte ihre Blütezeit Ende der 1980er und in den frühen 1990er Jahren, als Gruppen wie Love Like Blood, The Tors of Dartmoor, Rosetta Stone oder Two Witches versuchten, in die Fußstapfen ihrer Idole zu treten.
Fields of the Nephilim selbst rutschten unter Beeinflussung durch Bands wie Motörhead stufenweise in das Hard-Rock-Umfeld. Spätestens auf dem 1990er Werk Elizium waren sämtliche gothic-typischen Stilmerkmale, wie sie in Stücken wie Secrets, Darkcell, The Sequel, Laura oder Trees Come Down noch zu hören sind, verschwunden.
Der Einfluss durch Motörhead findet sich auch bei den Sisters of Mercy wieder, die gleichzeitig mit Vision Thing ein relativ hard-rock-lastiges Werk veröffentlichten, bevor sie zusammen mit den Fields of the Nephilim aus dem Rampenlicht traten. Ihren Leitfiguren folgend, kehrten in den Jahren 1995 bis 1998 zahlreiche Bands dem Gothic Rock den Rücken und richteten ihre Aufmerksamkeit auf Stile wie Gothic Metal oder Synth Rock. Demgegenüber ließ das Interesse am Gothic Rock seitens des Publikums merklich nach, sodass etliche Newcomer-Bands über den Demo-Status kaum hinauskamen und aufgrund fehlender Plattenverträge ihre Aktivitäten schließlich einstellten.

„Letzten Endes ging Gothic unter wie ein sinkendes Schiff, nur unter verkehrten Bedingungen. Der Kapitän und die Crew gingen zuerst von Bord, während ihnen die Passagiere und die Ratten nur zögernd folgten. Als die Schwimmwesten zum Einsatz kamen, war nur noch eine Hand voll blinder Passagiere an Bord, und die wussten nicht einmal, welchen Kurs das Schiff eingeschlagen hatte. Also drehten sie den Bug entgegengesetzt zur Sonne und ließen die Gezeiten den Rest erledigen.“

Mit der wachsenden Popularität des Gothic Metal wurde der Gothic Rock Ende der 1990er nahezu vollständig aus den Augen der Öffentlichkeit verdrängt und von den Medien nur noch begrenzt wahrgenommen. Erst im neuen Jahrtausend erlebte er weltweit ein Revival.

### Vordenker und Einflussfaktoren
Als wichtige Vorläufer und Hauptinspirationen des Gothic Rock sind The Doors, The Velvet Underground, The Stooges, The Rolling Stones und Pink Floyd sowie die Solo-Künstler David Bowie, Lou Reed, Iggy Pop und Nico zu nennen.

#### Die 1960er Jahre
1967 veröffentlichte die amerikanische Psychedelic-Rock-Band The Doors ihr gleichnamiges Debüt, das sowohl thematisch als auch lyrisch der später als Gothic betitelten Musik ähnelte. Künstler wie Siouxsie Sioux (Siouxsie and the Banshees), Ian Curtis (Joy Division) und Ian Astbury (The Southern Death Cult) zählen The Doors zu ihren Einflüssen. Tatsächlich waren The Doors bereits 1967 die erste Band, die außerhalb des Post-Punk-Kontextes als Gothic Rock tituliert wurde. Es sollte jedoch noch über ein Jahrzehnt vergehen, bevor der Begriff Gothic Rock im britischen Raum an Bedeutung gewann.
Etwa gleichzeitig erschien das erste Album der von Andy Warhol unterstützten, experimentellen Rock-Band The Velvet Underground, die sich, ebenso wie die daran mitwirkende Solistin Nico, für Bands wie Siouxsie and the Banshees, Bauhaus und Joy Division als wegweisend erwies. Besonders die ursprünglich für nur einen Auftritt formierte Band Siouxsie and the Banshees bezogen sich auf Andy Warhol, vor allem auf seine Idee der 15 Minuten Ruhm. Nico selbst lieferte mit den als düster und selbstzerstörerisch empfundenen Werken The Marble Index (1969) und The End (1973) verschiedenen Gothic-Bands ein nachhaltig beeinflussendes Vorbild.
Ferner werden The Rolling Stones und die frühen Pink Floyd als Quelle der Inspiration genannt. So coverte zum Beispiel die Gothic-Rock-Band Mephisto Walz das Stück Paint It, Black unter dem Titel Painted Black. Steve Severin (Siouxsie and the Banshees) gab an, auf dem 1980er Album Kaleidoscope mit pink-floyd-ähnlichen Psychedelic-Elementen zu experimentieren. Robert Smith zählt das 1969er Pink-Floyd-Werk Ummagumma zu den Inspirationen des 1981er The-Cure-Albums Faith.
Weitere Einflüsse thematischer und visueller Art zogen Gothic-Künstler wie Bauhaus und Siouxsie and the Banshees aus B-Horror-Movies, wie den Hammer-Filmproduktionen. Auf ihren Konzerten ließen sich Bauhaus häufig von am Boden befestigten Scheinwerfern anstrahlen und verwendeten ansonsten reduziertes Licht, um denselben Effekt zu erzielen, wie er in den Gruselfilmen der 1960er Jahre zum Einsatz kam.

#### Die 1970er Jahre
Die frühen 1970er Jahre wurden durch die Glam-Rock-Ära eingeleitet, deren bedeutendste Vertreter David Bowie, T. Rex und The Sweet waren. Gothic-Bands wie Specimen und Bauhaus fanden im Glam Rock Anregungen für die Produktion eigener Lieder – letztere nutzten für ihren Titel Bela Lugosi’s Dead sogar einen verlangsamten Gitarrenriff von Gary Glitter und coverten anschließend zwei Glam-Rock-Titel: Ziggy Stardust von David Bowie und Telegram Sam von T. Rex. Einige Glam-Rock-Bands fanden später den Weg auf die Playlists des Londoner Batcave-Club.
Im Jahre 1976 veröffentlichten Doctors of Madness mit dem Album Late Night Movies, All Night Brainstorms als eine der ersten Bands eine Mixtur aus Punk und Glam Rock, die damals zwar erfolglos blieb, den Sex Gang Children oder Alien Sex Fiend jedoch musikalisch wie auch visuell einige Grundideen vorwegnahm. Kurzzeitiges Mitglied der Doctors of Madness war David Letts alias „Dave Vanian“, der auch mit seiner Punk-Band The Damned Maßstäbe setzte und bereits in der zweiten Hälfte der 1970er in seinem Vampir-Outfit für Aufsehen sorgte:

„Schon lange bevor es einen klar definierten Gothic-Look gab, kamen Fans zu unseren Konzerten, die wie Dave angezogen waren. […] Bei anderen Bands waren Sicherheitsnadeln, Gespucke und Bondage-Hosen angesagt, aber wenn man zu einer The-Damned-Show ging, dann stand der halbe städtische Friedhof vor der Bühne.“

Auch musikalisch inspirierten The Damned eine Reihe von Bands, wie The Deep Eynde, Ex-Voto, Nosferatu oder Stone 588, die später im Gothic-Umfeld Bekanntheit erlangten.
1977 ebneten Iggy Pop und erneut David Bowie mit den in Kooperation entstandenen Werken Low (David Bowie) und The Idiot (Iggy Pop) der späteren Musik-Szene den Weg. Besonders Iggy Pops The Idiot wurde von Joy Division, Bauhaus, Siouxsie and the Banshees und The Sisters of Mercy als das für den eigenen Werdegang prägende musikalische Werk bezeichnet.

„Als Siouxsie & The Banshees ein knappes Jahr später ins Studio gingen, um ihr erstes Album einzuspielen, sagten sie ihrem Produzenten Steve Lillywhite, es solle wie The Idiot klingen. Als die Jungs, die Peter Hook liebevoll als die »vier Vollidioten aus Manchester« bezeichnete, ungefähr zur gleichen Zeit jene Gruppe schufen, die später »Joy Division« heißen sollte, lief The Idiot nonstop im Hintergrund – und drehte sich auch zwei Jahre später noch auf dem Plattenteller, als Sänger Ian Curtis sich in seiner Küche erhängte.“

### Entstehungsgeschichte nach Ländern

#### Großbritannien und Irland

##### Erste Generation (1979–1986)
Als Initiatoren des Gothic Rock gelten speziell Siouxsie and the Banshees und Bauhaus. Zusammen mit Gruppen wie Joy Division entwickelten sie etwa 1979 den Prototyp für das, was in der ersten Hälfte der 1980er Jahre zu einem eigenständigen Musikstil heranwuchs.
Die Alben von Siouxsie and the Banshees, die zwischen 1979 und 1983 den Markt eroberten, nahmen deutlich Einfluss auf die Entstehung der Gothic-Rock-Bewegung. Das 1979er Album Join Hands, das Siouxsie Sioux selbst als „gothic“ umschreibt, stellt hierbei den Übergang vom Post-Punk zum Gothic Rock dar. Besonders das vierte Werk Juju besitzt sämtliche signifikanten Stilelemente und gilt als „unanfechtbarer Archetyp“ für das Gothic-Genre. Zahlreiche nachfolgende Gothic-Bands, wie die Cocteau Twins (Schottland), Skeletal Family (England), Mephisto Walz (USA), Corpus Delicti (Frankreich) oder Stone 588 (USA), berufen sich auf die Musik der Banshees.

„Mit Erscheinen des Juju-Albums bekamen die Banshees eine neue Dimension. Waren sie ganz ganz früher eine lärmende Punk-Band, so gewannen sie in der Folgezeit mehr und mehr an epischer Breite. […] Ihre Gitarrenwände inspirierten ganze Hundertschaften von neuen Bands.“

Nach dem Erscheinen ihres 1983er Live-Albums Nocturne ließen Siouxsie and the Banshees ihre Gothic-Rock-Phase allmählich hinter sich.
Die Gruppe Bauhaus startete 1979 mit ihrer Single Bela Lugosi’s Dead – ein improvisiertes, live im Studio eingespieltes Lied, das am 26. Januar 1980 in die britischen Independent-Charts einstieg und heute zu den Klassikern des Genres zählt. Beeinflusst durch Glam-Rock-Größen wie David Bowie und T. Rex und speziell mit dem Album Mask von 1980, avancierten Bauhaus in den 1980ern zu den „Godfathers of Goth“. Den letzten großen Erfolg feierten sie 1983 mit dem Hit She’s in Parties. Nach der Auflösung der Band versuchte der verbliebene Teil, Gitarrist Daniel Ash und Schlagzeuger Kevin Haskins, unter dem Namen Tones on Tail sein Glück und veröffentlichte noch im selben Jahr die 12"-Maxi-Single Burning Skies, die eine experimentelle und psychedelisch durchtränkte Form des Gothic Rock bot und bis auf Platz #11 der britischen Independent-Charts gelangte. Tones on Tail löste sich 1984 wegen band-interner Differenzen auf.
Die dritte Band, die der Gothic-Bewegung wichtige stilprägende Impulse gab, war Joy Division. Auch wenn sie primär dem Post-Punk-Umfeld zugerechnet wird und ihre Einordnung als Gothic-Band umstritten ist, beeinflussten der Einsatz der Gitarre und das markante Bass-Spiel ihrer beiden Werke Unknown Pleasures (1979) und insbesondere Closer (1980) das Genre nachhaltig.

„Joy Division prägten einen einzigartigen Sound – einen neuen Sound innerhalb der allmählich fortschreitenden musikalischen Entwicklung. Sie hatten ihren eigenen, wiedererkennbaren, individuellen Stil. Und dann gab es plötzlich fünfzig andere Bands, die Joy Division mochten und deswegen denselben Stil adaptierten.“

Für viele Kritiker waren Joy Division die „deprimierendste Band, die die Welt je gesehen hatte“ und deren Texte nur von „Tod und Zerstörung“ handelten. So umschrieb die britische Musikzeitschrift Sounds das Album Unknown Pleasures in einem mit Death Disco betitelten Artikel als „die letzte Platte, die man vor seinem Selbstmord auflegen würde“. Am 18. Mai 1980 beging Ian Curtis, Sänger und zentrale Figur der Band, Suizid. Nach seinem Tod formierten die verbliebenen Bandmitglieder die Gruppe New Order, deren 1981er Debüt Movement sich noch im Post-Punk-Rahmen bewegte und Bands wie The Danse Society oder Clan of Xymox als Quelle der Inspiration diente. New Order selbst wandten sich später dem Synthpop zu.
Zwischen 1980 und 1981 gründeten sich weitere Gruppen, wie die zuvor erwähnten The Danse Society (Clock, 1981), The Sisters of Mercy (The Damage Done, 1980), Dead or Alive (Number Eleven, 1981), Play Dead (Poison Takes a Hold, 1981), The March Violets (Religious as Hell, 1982) und The Lords of the New Church (The Lords of the New Church, 1982), ein britisch-amerikanisches Gemeinschaftsprojekt, das von Mitgliedern der Punk-Bands The Dead Boys, Sham 69 und The Damned formiert wurde. Zur selben Zeit wandten sich UK Decay und The Cure, beides ursprünglich Formationen aus dem Punk- und Post-Punk-Umfeld, der wachsenden Gothic-Bewegung zu. UK Decays Stilwandel kann auf das Lied Bela Lugosi’s Dead von Bauhaus zurückgeführt werden, von dem sich die Band begeistert zeigte. Dieser Wandel tritt mit der 1981 veröffentlichten Single Unexpected Guest ein. The Cure veränderten ihren Stil, nachdem sie 1979 zusammen mit Siouxsie and the Banshees einige Auftritte absolviert hatten und Robert Smith zeitweilig als Ersatz für den Banshees-Gitarristen John McKay eingesprungen war. Diese Veränderung machte sich knapp ein Jahr später auf der Single A Forest und dem Album Seventeen Seconds bemerkbar und gipfelte in den Veröffentlichungen Faith (1981) und Pornography (1982). 1982 verließ Bassist Simon Gallup The Cure und formierte die Band Fools Dance, die auf ihrer gleichnamigen EP einen deutlich an The Cure orientierten Stil bot. Die Sisters of Mercy feierten ihren ersten richtigen Erfolg mit der Single Alice, die Ende des Jahres 1982 bis auf Platz #8 der britischen Independent-Charts gelangte und der Band nun auch Auftritte im Londoner Lyceum ermöglichte
In den Jahren 1982 und 1983 brachten Gruppen wie Sex Gang Children (Beasts, 1982), Cocteau Twins (Garlands, 1982), The Southern Death Cult (Fatman / Moya, 1982), Skeletal Family (Trees / Just a Friend, 1983), Specimen (Returning from a Journey, 1983), Gene Loves Jezebel (Promise, 1983) und Alien Sex Fiend (Ignore the Machine, 1983) erste Veröffentlichungen heraus. In dieser Zeit wurde Gothic erstmals als eigenständige Musikbewegung betrachtet, zu deren Zentren sich London und West Yorkshire, speziell die Stadt Leeds, entwickelten.

„Jahrelang, während wir außerhalb von Leeds durch’s ganze Land tourten, konnte ich nicht herausbekommen, was eigentlich vor sich ging. Mir wurde einfach nicht klar, wodurch sich die anderen Orte von Leeds unterschieden. Schließlich fiel mir auf, dass die Leute andere Farben trugen, andere als Schwarz. Nimm hingegen einen x-beliebigen Gig in Leeds: Das gesamte Publikum trug normalerweise schwarz. Es war wirklich eine Goth-City.“

In London öffnete der Batcave-Club, der als Drehpunkt lokaler Gothic-Bands auch internationale Künstler, wie Nick Cave (The Birthday Party), Virgin Prunes (...If I Die, I Die, 1982) und Christian Death, um sich versammelte und damit den Clarendon Ballroom ablöste, einen Musikclub in Hammersmith, London, in dem viele der frühen Gothic-Rock-Bands ihre ersten Auftritte absolvierten., Zu den Highlights des Jahres 1982 zählten das „Futurama IV“ am 11. September im Deeside Leisure Centre in Queensferry, Wales sowie das „Christmas on Earth“-Festival am 26. Dezember im Londoner Lyceum, das „damals das bisher größte Ereignis der Gothic-Bewegung darstellte“.
Nachdem in den Jahren 1980/1981 bereits Bauhaus, Siouxsie and the Banshees und Lords of the New Church auf beiden Seiten des Atlantiks live aufgetreten waren, gaben 1983 auch Specimen im CBGB-Club und in der Danceteria in New York ihre ersten Konzerte in den USA und übernahmen anschließend den Support für Christian Death in Los Angeles. The Sisters of Mercy folgten im Herbst 1983 nach und tourten durch Philadelphia, New York, Los Angeles und San Francisco. Auf diese Weise fand ein immer größerer, interkontinentaler Austausch statt, der die Entwicklung der US-amerikanischen Death-Rock-Szene im weiteren Verlauf der 1980er entscheidend prägte.
Schon in der Mitte der 1980er Jahre lösten sich jedoch viele führende Gothic-Bands auf, veränderten ihren Stil oder wurden von ihren Plattenfirmen fallen gelassen. Nur wenige Gruppen, wie Red Lorry Yellow Lorry aus dem Umkreis der Sisters of Mercy, Balaam and the Angel (World of Light, 1984), The Rose of Avalanche (First Avalanche, 1985) oder Nervous Choir (1060 Hold Everything, 1986), versuchten seinerzeit den Gothic Rock weiterzuführen und um neue Elemente zu erweitern.

„Mitte der 1980er war die Gothic-Szene ein Scherbenhaufen. Das Batcave war Vergangenheit, und mit ihm waren alle Bands verschwunden, die einmal an vorderster Front gestanden hatten.“

The Southern Death Cult lösten sich 1983 auf. Ian Astbury gründete noch im selben Jahr die Gruppe Death Cult, die anschließend in The Cult umbenannt wurde, und konzentrierte sich auf den amerikanischen Markt. Mit dem Namenswechsel wandelte sich die Musik. Einzig das 1984er The-Cult-Debüt Dreamtime weist mit Liedern wie Go West und A Flower in the Desert noch die für Gothic Rock üblichen Klänge auf., Bands wie Gene Loves Jezebel und The Cure taten es ihnen gleich und streiften, um in den Vereinigten Staaten erfolgreich zu sein, ihr Gothic-Image ab. Aus Mitstreitern von Gene Loves Jezebel (Julianne Regan) und Xmal Deutschland (Manuela Zwingmann) entstanden All About Eve die nach einem Besetzungswechsel und den gothic-orientierten Stücken End of the Day und D for Desire eine völlig neue Richtung einschlugen und sich dem Folk-Rock zuwandten. Dead or Alive begannen 1983 eine Karriere als Disco-Band. Wayne Hussey, ehemaliges Mitglied der Gruppe, wechselte daraufhin zu den Sisters of Mercy, die mit ihrem Album First and Last and Always zu den „Godfathers of Goth“ aufstiegen und damit die Nachfolge von Bauhaus antraten.
1985 trennten sich The Sisters of Mercy aufgrund band-interner Streitigkeiten. Zunächst verließ Gary Marx die Band und gründete zusammen mit Anne-Marie Hurst (Skeletal Family) die Gruppe Ghost Dance, die pop-beeinflusste Rockmusik mit Gothic-Einflüssen bot. Die übrigen Mitglieder Wayne Hussey und Craig Adams folgten einige Monate später nach und formierten die Band The Sisterhood, die sich nach einem Rechtsstreit mit Andrew Eldritch in The Mission umbenennen musste. Eldritch beanspruchte den Namen Sisterhood und veröffentlichte zusammen mit weiteren involvierten Musikern, wie Alan Vega und Patricia Morrison, das Album Gift. The Mission konterten mit der Single Serpents Kiss, die bis auf Platz #1 der britischen Indie-Charts gelangte. Etwa zur selben Zeit startete mit den Fields of the Nephilim eine der einflussreichsten Gothic-Bands der späten 1980er und ein ernstzunehmendes Pendant zu den Sisters of Mercy.

##### Zweite Generation (1987–1997)

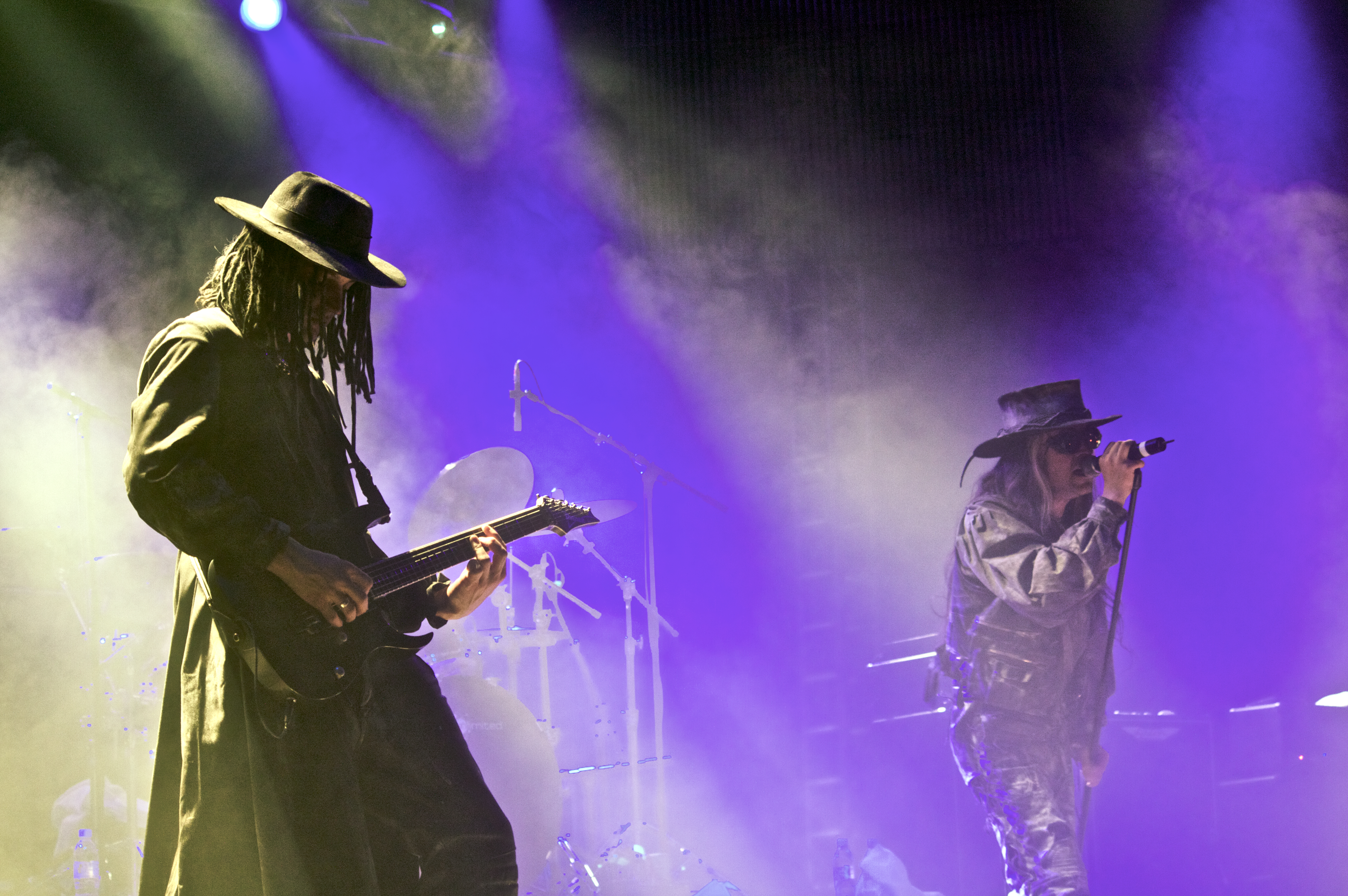
Fields of the Nephilim, live auf dem WGT 2008

Eine zweite Welle des Gothic Rock wurde mit dem Debüt-Album der Fields of the Nephilim, Dawnrazor (1987), sowie einem Comeback der Sisters of Mercy eingeleitet. Letztere brachten mit Floodland (1987) ihr bis dahin kommerziell erfolgreichstes Werk heraus. Beide Bands erlangten denselben Status als Leitfigur für die kommende Gothic-Generation, wie ihn einst Siouxsie and the Banshees oder Bauhaus für die erste Generation innehatten.
Im selben Jahr absolvierten The Mission ihren ersten Auftritt im britischen Fernsehen und das Debüt God’s Own Medicine stieß in die deutschen und US-amerikanischen Charts vor.
Auch der Erfolg des Albums Disintegration von The Cure, das im Frühling 1989 erschien, hatte Anteil an diesem Auftrieb und verhalf der Gothic-Bewegung zu einer neuen Blütezeit. Trotz seines Popcharakters stellt dieses Werk eine Rückkehr zur Grundstimmung der frühen Alben Faith und Pornography dar.
Neue Bands, wie Altered States (Is Anyone Out There?, 1988), Every New Dead Ghost (River of Souls, 1989), Sins of the Flesh (First Communion – Into the Heart of Darkness, 1990), Nosferatu (The Hellhound EP, 1991), Rosetta Stone (An Eye for the Main Chance, 1991), Dream Disciples (Veil of Tears, 1991), Witching Hour (Hourglass, 1992), Suspiria (Allegedly, 1993), Children on Stun (Hollow, 1993) und Restoration (Tears & Ribbons, 1992), daraus hervorgegangen: Vendemmian (Between Two Worlds, 1993), ebneten den Pfad für die 1990er.
Infolge neuer Musiktrends, wie Grunge, Madchester, Britpop und Techno, die bereits die Heavy-Metal-Bewegung der 1980er in den Untergrund zurückdrängten, hatten es diese Bands jedoch entscheidend schwerer und konnten kaum an die Erfolge ihrer Vorgänger anknüpfen.

„Der Durchbruch von Nirvana kam plötzlich und mit tiefgreifenden Auswirkungen – die Liste seiner Opfer war so lang wie das Jahrzehnt, das hinter ihm stand. Zwar war es letzten Endes kaum mehr als eine kurze kalte Dusche, aber für viele Bands war der Temperatursturz fatal und er zerstörte sie auf dieselbe Weise, wie Punk 14 Jahre zuvor auf jene Bands gewirkt hatte, deren Karrieren ebenfalls irreparable Schäden zurückbehalten hatten.“

Zudem hatte diese zweite Generation des Gothic Rock mit ihrer „Street Credibility“ zu kämpfen und stieß bei Medien und Labels nur auf wenig Gegenliebe. Der Stil galt als obsolet und wurde trotz des massiven Potentials eines Publikums durch die Presse weitgehend ignoriert.

„Jede Band war hektisch bemüht, jede Verbindung zur Kategorie »Gothic« zu vernichten oder zu leugnen. Und jede Band mit dieser Klassifizierung wurde von der Musikpresse gnadenlos ignoriert. […] Bands mit starker Rückendeckung durch große Plattenfirmen wurden bekannt, die anderen jeder Existenz beraubt.“

Zu diesen Plattenfirmen gehörten Beggars Banquet, WEA Records, PolyGram und Mercury Records, ein Sublabel der Universal Music Group. Währenddessen wandten sich The Mission mit dem 1990er Album Carved in Sand vom Gothic Rock ab. Dieses Werk ist deutlich von U2s The Joshua Tree beeinflusst und hat, mit Ausnahme von Deliverance, keine gothic-relevanten Stücke zu bieten. Die Fields of the Nephilim lösten sich ein Jahr später infolge von Meinungsverschiedenheiten auf. Sänger Carl McCoy trennte sich vom Rest der Band, um sich seinem deutlich metal-lastigen Projekt The Nefilim zu widmen. 1992 versuchten die verbliebenen Mitglieder der Gruppe mit einer neuen Band namens Rubicon an frühere Fields-Werke anzuschließen. Das Debüt What Starts, Ends floppte und ging in der Masse der Gothic-Produktionen dieser Zeit unter. Wieder ein Jahr später veröffentlichten auch die Sisters of Mercy aufgrund label-bedingter Schwierigkeiten ihre letzte erfolgreiche Single Under the Gun. Schon drei Jahre zuvor hatten sie sich mit dem Album Vision Thing deutlich von ihrem Gothic-Stil gelöst. Auf diese Weise fielen sämtliche Speerspitzen der Gothic-Rock-Bewegung weg.

„Vision Thing war alles Mögliche, aber mit Sicherheit kein Gothic Rock. […] Ich mag Heavy Metal als Musik, aber ich habe eine andere Vorstellung von dem, was Heavy Metal ist. […] Motörhead sind genial-primitiv. Ich mag auch Songs von Metallica. […] Dennoch wird aus den Sisters keine Metal-Band.“

Dessen ungeachtet kam in der Mitte der 1990er eine Reihe weiterer Bands zum Vorschein, die musikalisch vor allem in die Fußstapfen der Fields of the Nephilim und The Mission traten oder versuchten, eine Brücke zwischen beiden Gothic-Generationen zu schlagen: Die Laughing (Glamour and Suicide, 1995), The Horatii (Riposte, 1995), 13 Candles (Come Out of the Dark, 1995), This Burning Effigy (To Bestial Gods…, 1996), Manuskript (The Diversity of Life, 1996), Seraphin Twin (The Chapter of Spoils, 1996), Return to Khaf'ji (From Darkest Sky, 1996), Cries of Tammuz (Dumuzi Awakens, 1996), Libitina (A Closer Communion, 1997) oder auch Passion Play (Name No Names EP, 1998) starteten als letzte Vertreter dieser zweiten Generation. Auftrittsmöglichkeiten boten seinerzeit das Whitby Gothic Weekend und das jährlich stattfindende, zweitägige Sacrosanct Festival im Astoria, London.

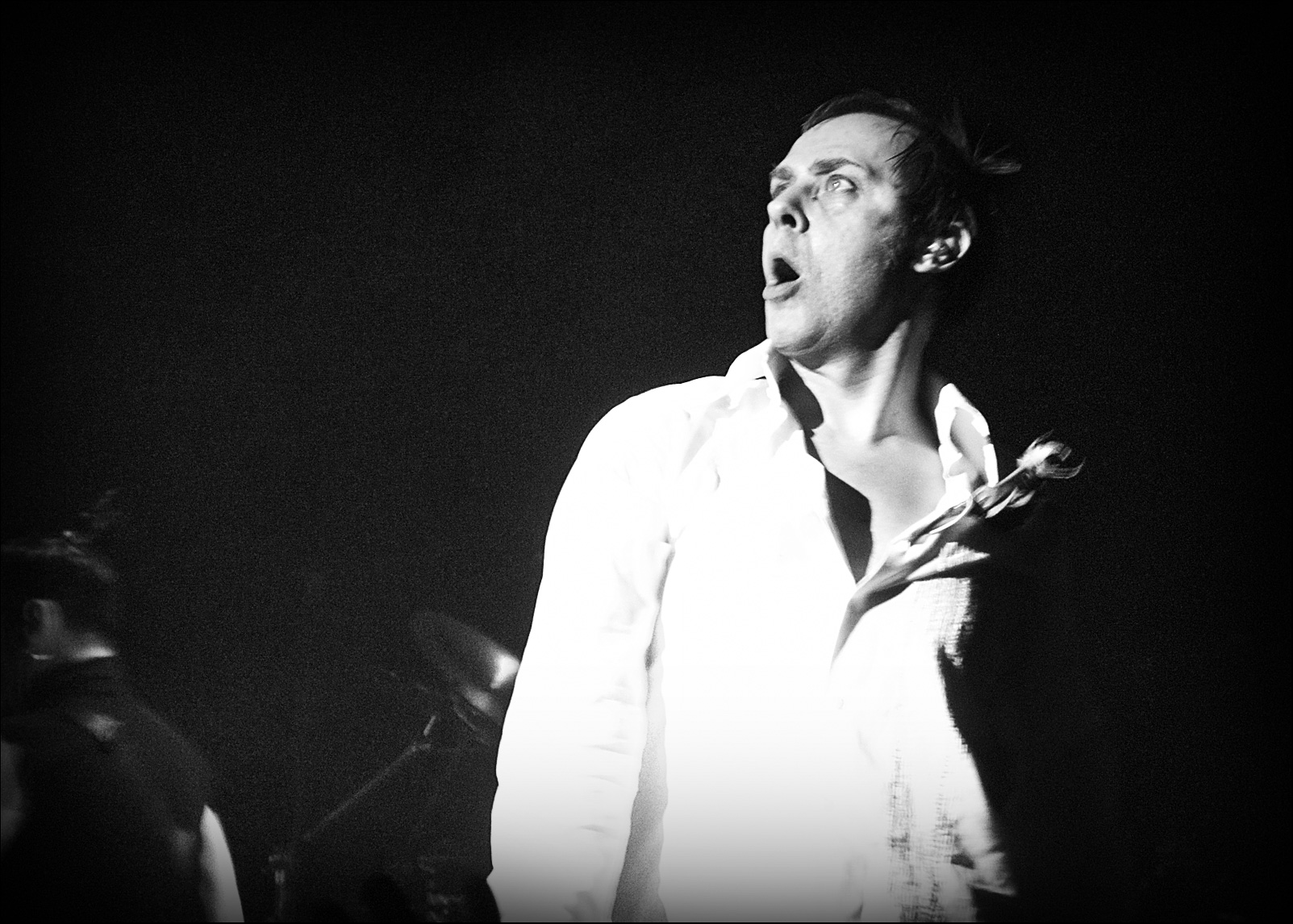
Peter Murphy (Bauhaus), live in London, 2006

Eine weitere Gothic-Welle blieb in Großbritannien aus. Nur wenige Gruppen, wie The Ghost of Lemora (Reach for the Ground, 2004), Voices of Masada (Another Day, 2006), Solemn Novena (As Darkness Falls, 2006) und Corpse Cabaret (Misery and Pain, 2006), die sich überwiegend an den Wurzeln des Genres orientieren, gründeten sich zu dieser Zeit neu oder brachten erste Tonträger auf den Markt. Allerdings reformierte sich seit Ende der 1990er Jahre ein Teil der Gothic-Rock-Initiatoren, wie Bauhaus (Gotham, 1998), Siouxsie and the Banshees, Fields of the Nephilim (One More Nightmare / Darkcell AD, 2000), The Mission aber auch Red Lorry Yellow Lorry und The Cult, die sich zwischenzeitlich aufgelöst hatten, und konnte erfolgreiche, wenn auch weniger gothic-relevante Comebacks feiern.
Anders als in Großbritannien war der Gothic Rock in anderen Teilen der Welt nie kommerziell erfolgreich. Er agierte stets im Untergrund.

#### Vereinigte Staaten
Der Gothic Rock in den USA entwickelte sich primär innerhalb der Death-Rock-Bewegung, die sich während des Niedergangs des Punk im Raum Los Angeles ausbreitete. Die unter der Bezeichnung Death-Rock zusammengefassten Bands unterschieden sich jedoch zum Teil erheblich voneinander. Während Gruppen wie 45 Grave, The Flesh Eaters oder T.S.O.L. eine Musik boten, die den später als Horrorpunk bezeichneten Bands stark ähnelte, pflegten Gruppen wie Christian Death (Only Theatre of Pain, 1982), Super Heroines (Cry For Help, 1982), Voodoo Church (Voo-Doo Church, 1982), Theatre of Ice (The Haunting, 1982) und Kommunity FK (The Vision and the Voice, 1983), aber auch Lydia Lunchs kurzlebiges Projekt 13.13 (13.13, 1982), einen deutlich gothic-beeinflussten Stil. Hierbei verschwammen spätestens in der Mitte der 1980er Jahre die Grenzen zwischen den Genres, als sich führende britische Bands für den amerikanischen Markt öffneten und Christian Death 1984 durch Europa tourten. Repräsentativ für diese Überschneidung waren die Veröffentlichungen der Formation Carcrash International mit Mitgliedern von Sex Gang Children und Christian Death.
Zur selben Zeit starteten Gruppen wie Gargoyle Sox (As the Master Sleeps, 1985), Mephisto Walz (Mephisto Walz, 1986), Screams for Tina (Strobelight Funeral, 1986) und Requiem in White, die sowohl frühe Death-Rock-Bands als auch britische Gothic-Gruppen zu ihren Einflüssen zählten. Ein besonderer Einfluss bildete der Hardcore Punk, durch den sich viele Vertreter des American Gothic von den britischen Gothic-Rock-Bands abhoben und der die Musik deutlich härter erscheinen ließ. 1988 veröffentlichte das amerikanische Label BOMB! unter dem Titel American Gothic auch eine Compilation, die einen Teil dieser Künstler zusammenfasst.
Im Umkreis von New York entwickelte sich mit Bands wie The Naked and the Dead (The Naked and the Dead, 1985), Of a Mesh (Of a Mesh, 1986) und Fahrenheit 451 (Turn It Up!, 1986) eine ähnliche Szene, die jedoch von Beginn an unter europäischem Einfluss agierte und aus dem Death-Rock der Westküste speiste. Of a Mesh fielen dabei stilistisch ebenso aus dem Rahmen wie die frühen Sex Gang Children oder Sunglasses After Dark: sie waren eine der wenigen Gothic-Gruppen, die ihr Instrumentarium um eine Violine ergänzten.
Bands wie Red Temple Spirits (Dreaming to Restore an Eclipsed Moon, 1988), Death Ride 69 (Elvis Christ, 1989), Autumn Cathedral (Asleep Within Waves, 1989), Ex-Voto (Don’t Look Back, 1990), The Wake (Harlot, 1990), London After Midnight (Selected Scenes from the End of the World, 1992), The Shroud (Drowning Dreams, 1992), The Prophetess (The Prophetess, 1993) sowie Blade Fetish (Absinthe, 1992), mit Mitgliedern der Bands Trance to the Sun und This Ascension, verfolgten den eingeschlagenen Weg weiter. Aus Requiem in White gingen die Gruppen Judith (Föhn, 1995) und Mors Syphilitica (Mors Syphilitica, 1996) hervor. Rozz Williams, ehemaliger Sänger von Christian Death, gründete zusammen mit Eva O von den Super Heroines die Combo Shadow Project (Shadow Project, 1991).
Speziell mit den schleppenden und effektreichen Produktionen von Requiem in White, Mors Syphilitica, This Ascension und Trance to the Sun entstand „ein immer ätherischer werdender Sound mit einer gelegentlich etwas stickigen Atmosphäre“, der in den USA als „Ethereal“ und im deutschen Sprachraum als „Ethereal Wave“ bezeichnet wurde. Hierbei ist der Einfluss europäischer Gruppen, besonders des 4AD-Labels, wie Cocteau Twins, Dead Can Dance und This Mortal Coil sowie The Cure und All About Eve, entscheidend stärker als der des Death-Rock. Tess Records, das Label von Faith and the Muse, beschäftigte sich in den 1990ern mit dieser Art der Musik, ein weiteres Label war Projekt Records, das mit ähnlichen Bands, wie Lycia und Love Spirals Downwards, aufwartete.

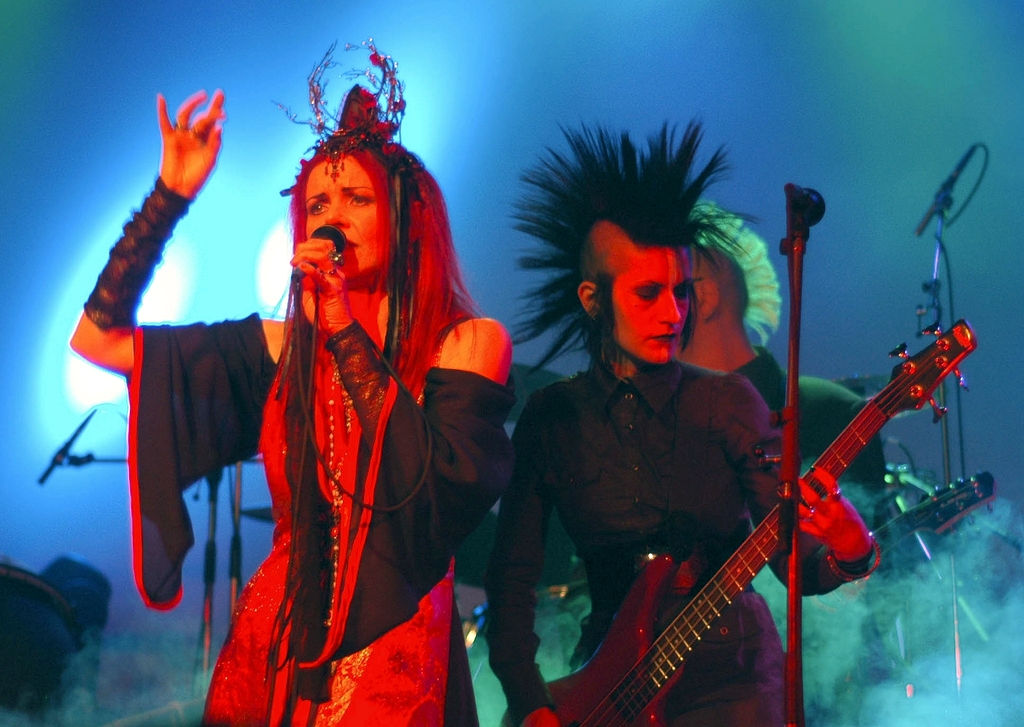
Monica Richards (Faith and the Muse) und Marzia Rangel (ex-Scarlet’s Remains), live 2009.

Faith and the Muse (Elyria, 1994), die ebenfalls aus dem Umfeld von Christian Death und Mephisto Walz stammen, erweiterten unterdessen ihr Output um Ethno- und Neoklassik-Elemente. The Moors (The Moors, 1998) beschritten einen ähnlichen Weg und verknüpften Gothic Rock mit gälischer und bulgarischer Folklore.
Weitere Bands, die in der Mitte der 1990er aktiv wurden, waren Sunshine Blind (Love the Sky to Death, 1995), The Deep Eynde (City Lights, 1995), Stone 588 (Door in the Dragon’s Throat, 1995), Black Atmosphere (Redeem, 1995), Praise of Folly (Disillusioned, 1996), Autumn (The Hating Tree, 1996), The Last Dance (Tragedy, 1996) und Ninth Circle (Ninth Circle, 1996). Die populärste Band dieser Zeit war jedoch London After Midnight, die bereits in den frühen 1990ern in den USA für Aufmerksamkeit sorgte und mit ihrem zweiten Album Psycho Magnet (1996) und einem teils an Sleaze- bzw. Hard Rock angelehnten Stil binnen kürzester Zeit weltweite Bekanntheit erlangte.
In den Jahren 1997 und 1998 stagnierte jedoch auch die Gothic-Rock-Bewegung in den USA und es kamen kaum noch Veröffentlichungen auf den Markt. Erst mit den Alben von Cinema Strange (Cinema Strange, 2000), Diva Destruction (Passion’s Price, 2001) oder weniger bekannten Gruppen wie The Drowning Season (Hollow, 2002), kristallisierte sich im neuen Jahrtausend, insbesondere im Bundesstaat Kalifornien, ein Gothic-Revival heraus, dessen Fortbestand durch Bands wie Frank the Baptist (Different Degrees of Empty, 2003), Hatesex (Unwant, 2005), Scarlet’s Remains (Scarlet’s Remains, The Palast Grey, 2005&2008), Pins and Needles (Pins and Needles, 2005) oder Batzz in the Belfry (Sparks Fly Upward, 2007) gesichert wurde.

#### Deutschland, Österreich, Schweiz
In Deutschland starteten die ersten Bands im Gothic-Stil bereits 1979 und somit nahezu parallel zur britischen Szene. Insbesondere Bands wie Geisterfahrer (1979), Xmal Deutschland (1980), Leningrad Sandwich (1980), Belfegore (1982), Asmodi Bizarr (1983), Marquee Moon (1984), die kurzlebigen Calling Dead Red Roses (1985) oder Remain in Silence (Monument, 1985) aus Hannover, waren Aushängeschilder der deutschen Untergrundbewegung.
1980 formierte sich in Hamburg die Band Xmal Deutschland, die vor allem im englischen Raum Erfolge feierte und deren Hit Incubus Succubus noch heute die Tanzflächen füllt. Neben der ebenfalls aus Hamburg stammenden Band Geisterfahrer (Schatten voraus, 1980) und den Düsseldorfern Belfegore (A Dog is Born, 1983) zählte sie zu den ersten deutschen Gothic-Bands während der Zeit der Neuen Deutschen Welle.
Die in Berlin ansässigen Leningrad Sandwich wurden vor allem durch ihre beiden Alben Heat (1982) und Steps (1983) bekannt. Bassist der Band war Dimitri Hegemann, der in den 1990er Jahren im Techno-Umfeld als Besitzer des Tresor-Clubs von sich reden machte.
In der zweiten Hälfte der 1980er verschwanden viele dieser Bands oder waren für das Genre uninteressant geworden. Nur wenige Gruppen, wie Taste of Decay (Calling EP, 1986) aus Harrislee und Mask for (Mask for, 1986) aus Hamburg – beides Bands, die sich stilistisch deutlich an Bauhaus orientierten, sowie Stimmen der Stille (Morgenstern, 1987) aus Düsseldorf, Arts & Decay (Trail of Tears, 1988) aus Kaiserslautern und die Girls Under Glass, die 1986 aus den Calling Dead Red Roses hervorgingen und 1988 ihren Erstling Humus veröffentlichten, waren zu dieser Zeit aktiv und überregional bekannt.
1989 deutete sich ein Aufschwung an, der einige Jahre später eine Blütezeit erlebte: Zahlreiche Newcomer, wie Eyes of the Nightmare Jungle (Shadow Dance, 1989), Love Like Blood (Sinister Dawn, 1989), Sweet William (To Have a Relapse, 1990), Catastrophe Ballet (Monologues of the Past and the Future, 1991), The Tors of Dartmoor (The Obvious Darkness, 1991), Garden of Delight (Enki’s Temple, 1992), Still Patient? (Salamand, 1992), Moonchild (Shed No Tears, 1993), Dronning Maud Land (Aphorism, 1993), The Merry Thoughts (Second Generation, 1993), Swans of Avon (When Heaven Falls, 1994), The House of Usher (Stars Fall Down, 1994), Head on Fire (Nostalgia, 1995) und The Hall of Souls (Hope, 1995), beherrschten den deutschen Gothic-Untergrund für das kommende halbe Jahrzehnt.
Zwischen Mitte und Ende der 1990er Jahre wurde eine Rückbildung des Gothic Rock auf internationaler Ebene verzeichnet, die vereinzelt auf eine Sättigung des Marktes zurückzuführen war. Auch Deutschland blieb davon nicht verschont. Lediglich Gruppen wie Lady Besery’s Garden (Perceptions, 1996), Morbid Poetry (Pilgrims, 1996), Fallen Apart (Resistance, Dependence, Defeat, 1996), Capital Hell (Stories of Passion & Seriousness, 1997) und Vermillion Fields (Veiled, 1998), aber auch Bands aus Österreich, wie Kiss the Blade (Black as Disillusion, 1997) und Whispers in the Shadow (Laudanum, 1997), und aus der Schweiz, wie beispielsweise After Darkness (Murnau, 1995), brachten noch Alben auf den Markt. Gruppen wie Cadra Ash fehlte es hingegen an Möglichkeiten, um die Veröffentlichung und Verbreitung eines Albums zu finanzieren. Damit ging die Gothic-Ära in Deutschland vorerst zu Ende.
Im neuen Jahrtausend zeigte sich ein Revival im alten Stil: Gruppen wie Zadera oder Bloody Dead and Sexy berufen sich auf die Wurzeln des Genres im Punk und verknüpfen den frühen Gothic Rock mit den Produktionsmöglichkeiten der heutigen Zeit. Im Lauf der 1990er wurden für diese frühe Spielweise des Gothic auch abgrenzende Begriffe wie Batcave und Gothic Punk gebräuchlich. Weitere Bands, wie Beyond the Wall of Sleep (First Dust, 2000, sowie Rock at a Dead Place, 2002), veröffentlichten, trotz ihrer Aktivitäten in den 1990ern, erst in dieser Dekade ihr Debüt. Auch weniger im Gothic Punk verhangene neue Gothic-Bands wurden, vornehmlich nach dem Erfolg des Death-Rock- und Gothic-Punk-Revivals, bekannt. So gestalteten die verbleibenden Mitglieder der Gruppe Garden of Delight das Nachfolgeprojekt Merciful Nuns (Lib. 1, 2010). Weitere Gruppen wie Salvation AMP (Hidden Faces, 2013) und Aeon Sable (Per Aspera Ad Astra, 2010) traten zeitnah in den Erscheinung.

#### Westromanische Länder
Zu den westromanischen Ländern gehören Frankreich, Italien, Spanien und Portugal. Besonders die industriestärksten Regionen dieser Länder (in Spanien bspw. Madrid und Katalonien) bildeten den Nährboden für lokale Gothic-Rock-Szenen. Viele Bands konnten jedoch aufgrund des finanziellen Aufwands kaum reguläre Alben veröffentlichen und beschränkten sich somit oft auf Kassetten- und Single-Veröffentlichungen, die sie auf Konzerten oder über kleinere Labels verteilten.

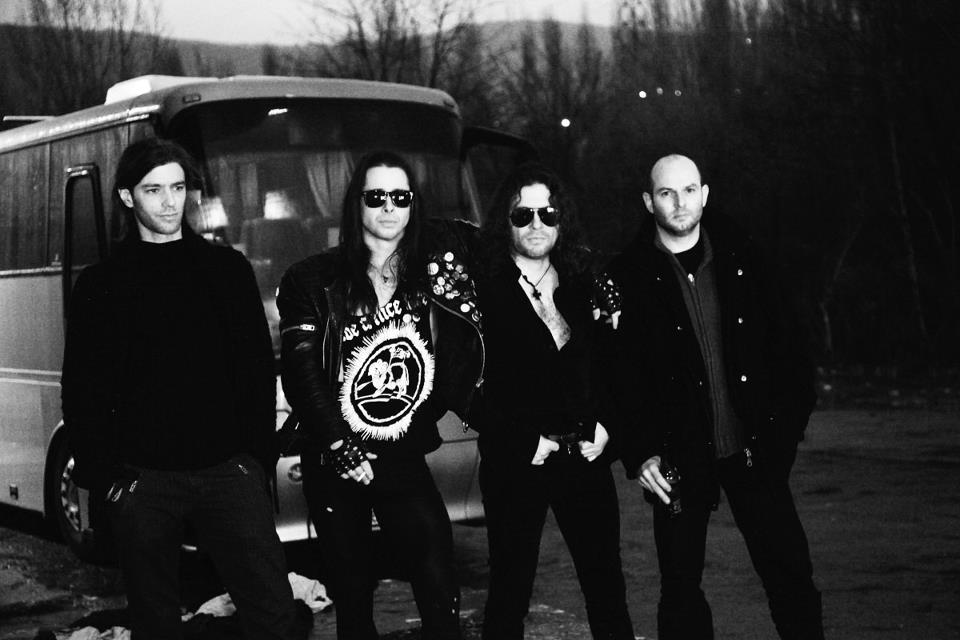
Soror Dolorosa, 2012 in Bilbao

Zu den frühesten Gothic-Rock-Vertretern in Frankreich gehörten Danse Macabre (Danse macabre, 1983), Leitmotiv (Philosophy, 1983), Odessa (Attente, 1984), Neva (Hallucination / Frénézie, 1987), Les Enfants de l’Ombre (La haine rode et nous guette, 1988) sowie Passions Mortelles (Artifices, 1990). Da die Grenzen zu anderen Wave-Genres oftmals fließend waren und der verstärkte Einsatz minimal-elektronischer Elemente das Klangbild prägten, wurde ein Teil dieser Gruppen, wie beispielsweise Leitmotiv, auch der französischen Cold-Wave-Bewegung zugerechnet. Länderübergreifende Bekanntheit erlangten in den 1990ern vor allem Lucie Cries (Les saisons du doute, 1990), Corpus Delicti (Twilight, 1993), Dead Souls Rising (Ars magica, 1995), The Brotherhood of Pagans (Tales of Vampires, 1995) und Jacquy Bitch (Volume 1, 1995). Besonders Corpus Delicti konnten sich sowohl in Deutschland als auch in den Vereinigten Staaten eine größere Fangemeinde erspielen. Weitere Gruppen waren Land of Passion (The Arrival, 1996) und Lacrima Necromanzia (Solam, 1996), zu den Künstlern neueren Datums zählen Violet Stigmata (Décompositions & reliques, 2002), Eat Your Make-Up (First Dinner, 2005) und Soror Dolorosa (Blind Scenes, 2011).
Auch Italien verfügte bereits früh über eine aktive Gothic-Wave-Szene, Gruppen wie Deafear (Stairs, 1983), Carillon del Dolore (Trasfigurazione, 1984), The Dead Relatives (VM quattro, 1985), The Art of Waiting (La caduta del simbolo, 1986), Limbo (In limbo / Poisoned Kisses, 1986), Symbiosi (Uscire, 1987) und Il Giardino Violetto (Danse macabre, 1989) gelten als Beispiele dafür. Mit den Spiritual Bats (Spiritual Bats, 1993), Lacrime di Cera (La vanità del sangue, 1994), Ermeneuma (Presagio, 1994), Holylore (Sefiroth, 1995) und den Burning Gates (Risvegli, 1996) verwies Italien auch im nachfolgenden Jahrzehnt auf eine lebendige Infrastruktur. Ab der zweiten Hälfte der 1990er ließ sich allerdings auch hier ein musikkultureller Niedergang erkennen, dem erst wenige Jahre später mit Bands wie Avant-Garde (Avant-Garde, 1999), Chants of Maldoror (Thy Hurting Heaven, 2000), Vidi Aquam (Apocalisse, 2002), Bohémien (Danze pagane, 2003), Human Disease (Our Flesh Deception, 2004), Le Vene di Lucretia (Le vene di Lucretia, 2005) und Echoes of Silence (Echoes of Silence, 2006) eine Blütezeit folgte.

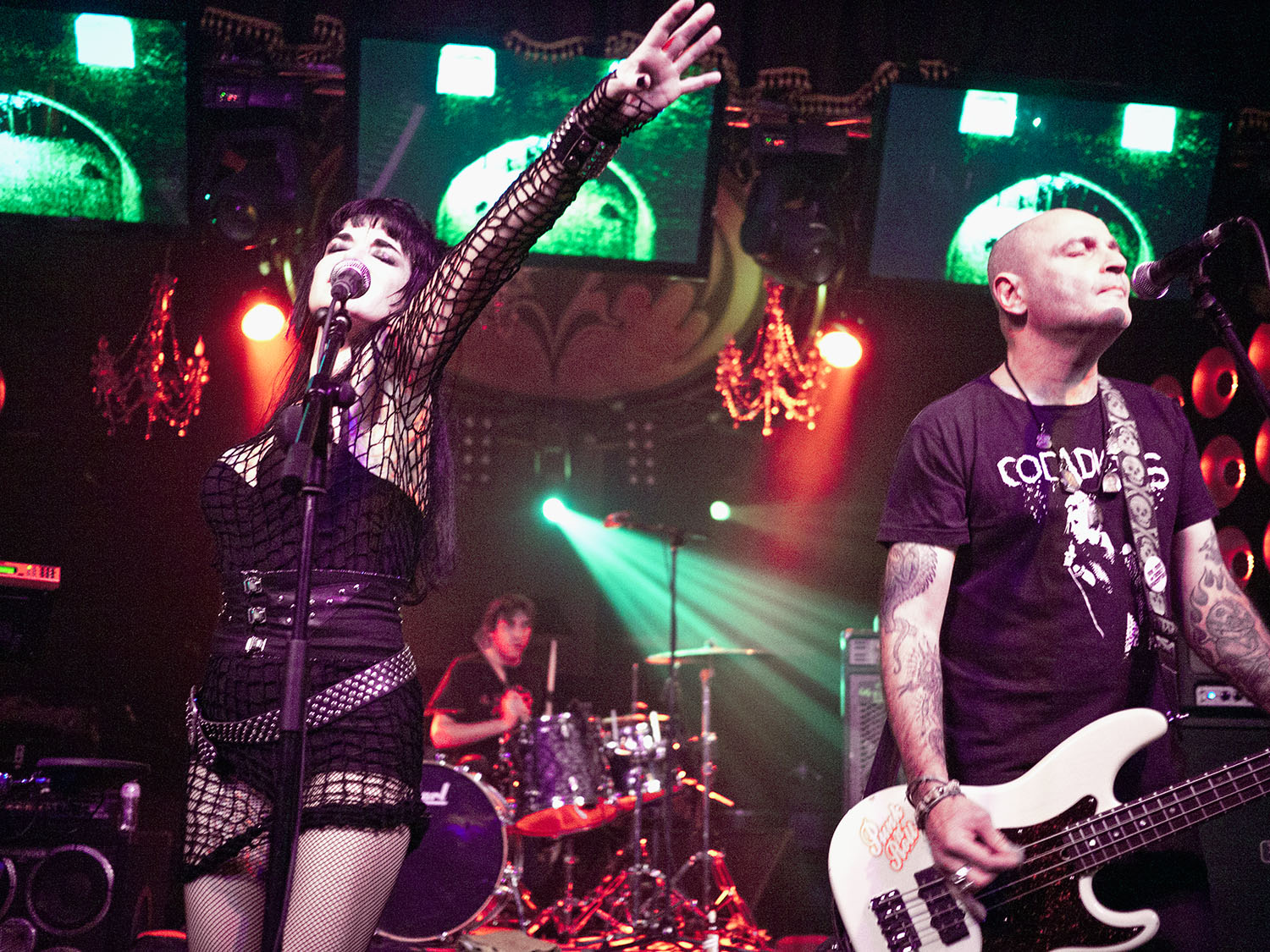
Die reformierten Parálisis Permanente live 2013

Ebenfalls traten spanische Gothic-Rock-Bands erstmals in den frühen 1980er Jahren in Erscheinung. Die Gruppen waren eng mit der aufkeimenden Punkszene der spanischen Ballungszentren verbunden und orientierten sich in ihrem Spiel an Bauhaus und Joy Division sowie an Dead Kennedys, The Cramps und The Birthday Party. Viele der aktiven Gruppen wie Sangre Cristiana (Sangre Cristiana, 1985) veröffentlichten vornehmlich selbst aufgenommene und vertriebene Kassetten. Nur wenige Gruppen wie Parálisis Permanente (El Acto, 1982) und Desechables (Maqueta, 1982) konnten ganze Alben vermarkten. Dabei wirkte sich der frühe Tod des Parálisis-Permanente-Sängers Eduardo Benavente nachhaltig auf die spanische Szene aus und bedingte eine aufkeimende Blüte. Einige Bands veröffentlichen vereinzelte Vinylsingles, darunter Los Seres Vacios (La Casa De La Imperfección, 1983), eine der ersten spanischen Bands die ruhigeren weniger Punklastigen Gothic präsentierten, und El Último Eslabón (Dame Una Prueba, 1983). Im Jahr 1988 wurde das Label Grabaciones Goticas, welches sich vorerst dem Gothic Rock und Hard Rock, mit an der Gothicszene angelehnter Attitüde, widmete gegründet. Besondere Bekanntheit erlangte Mitte der 1990er die Rockgruppe Gothic Sex (Divided We Fall, 1994), welche durch ihr provokantes Auftreten und der am Gothic orientierten Mode populär wurde, allerdings auch in der Kritik anderer Szenegestalter stand einfachen Hard Rock zu spielen und lediglich ein klischeebeladenes Gothic-Image zu pflegen. Das Label Grabaciones Goticas veröffentlichte unterdessen im Verlauf der frühen 1990er Jahre auch drei Kompilationen die sich neben neuen Musikgruppen ebenso bis dahin nur in Tapetradingkreisen bekannten Bands widmete. Darunter Otras Voces, La 5ª Civilizacion und La Casa Usher. Die ersten beiden Ausgaben der Samplerreihe Spanish Gothic Bands (Beide 1991) erschienen als Kassetten, die dritte und letzte Ausgabe (1994) hingegen als CD. Mit den steigenden Vermarktungsmöglichkeiten entwickelten sich auch eigenständige Spielweisen des spanischen Gothic Rock. Ein Teil der auf Spanish Gothic Bands präsentierten Gruppen, wie La Guillotina (Sacrificios Al Volcán, 1996) orientierte sich stärker an der zweiten Generation des Gothic Rock und nutzen dabei einen besonders tiefen Untertongesang, welcher gutturalem Growling nahe kommt. In der Mitte der 1990er Jahre versiegte die spanische Szene. Viele Gruppen formierten sich neu, lösten sich gänzlich auf oder orientierten sich musikalisch um. Neue Interpreten wie Extremauncion (los conocerás por sus ruinas, 1995) traten nur vereinzelt in Erscheinung. Auch Grabaciones Goticas stellte seine Tätigkeit in diesem Zeitraum vorübergehend ein. Das Label wurde jedoch in den späten 2000er Jahren reaktiviert um weitere Veröffentlichungen von Los Humillados (El Canto Agónico De Las Estatuas, 2008) zu vermarkten. Mit den neuen Möglichkeiten der virtuellen Vermarktung und dem Erfolg des von den USA ausgehendem Deathrock-Revivals wurden ab 2011 neue spanische Gothic-Bands wie Belgrado (Belgrado, 2011) und Sect (Sect, 2011) bekannt. Im Zuge der erhöhten Aufmerksamkeit reformierten sich unter anderem 2013 Parálisis Permanente.

#### Nordische Länder
Zu den ersten Gothic-Bands im skandinavischen Raum zählten unter anderem Musta Paraati (Romanssi, 1982), Geisha (Geisha EP, 1983) und Hexenhaus (Ikiyö / Katakombi, 1984) aus Finnland sowie Fra Lippo Lippi (In Silence, 1981) und Garden of Delight (Blessed Minutes, 1984) aus Norwegen – nicht zu verwechseln mit der gleichnamigen deutschen Band.
Ab der zweiten Hälfte der 1980er traten weitere finnische Gruppen, wie Dorian Gray (1986 A.D.), Russian Love (Nergal, 1988), Two Witches (Like Christopher Lee, 1989), Dancing Golem (Dancing Golem, 1994), Sad Parade (Immortal Illusion, 1995), Varjo (Ensinäytös, 1998), The Shadow Dance (Temple, 1998), hinzu, im neuen Jahrtausend gefolgt von The Candles Burning Blue (Pearls Given to the Swine, 2001), Suruaika (Nekropoli, 2004) und Dreamtime (The Sleeper Awakes, 2007).
Größere Bekanntheit erlangten jedoch vor allem Gothic-Rock-Produktionen aus Schweden: hier gründeten sich Gruppen wie The Solar Lodge (A Reflection, 1988), Funhouse (Sunset, 1991), The Preachers of Neverland (Autoskopia, 1992), Catherines Cathedral (Flowerdust, 1993), Medicine Rain (Native, 1994), Sons of Neverland (Soulkeeper, 1995) und Malaise (Fifty Two Ways, 1996), von denen ein Teil Dank diverser Label-Kooperationen (unter anderem mit der englischen Plattenfirma Nightbreed Recordings) internationale Erfolge erzielte. Auch Bands der dritten Generation, wie The Misled (Secret Sea, 2002), Imaginary Walls (Palace of Rain, 2003) und Dr. Arthur Krause (Before and After, 2004) wurden länderübergreifend bekannt.
In Dänemark, vor allem im Raum Kopenhagen, existierte Mitte der 1980er Jahre eine kleine Gothic-Rock-Szene, die sich jedoch vorwiegend auf Demo-Aufnahmen und Live-Aktivitäten beschränkte. Reguläre Tonträger wurden nur vereinzelt produziert. Einige regional bekannte Bands dieser Ära waren A.D.S., Before und Alive with Worms.
Konträr zu Finnland und Schweden brachte Norwegen nur wenig neue Künstler hervor, wie The Morendoes (There Is No Salvation, 1994) oder deren Nachfolgeband Elusive (Destination Zero, 2001), und wurde in erster Linie durch seine Gothic-Metal-Produktionen bekannt.

#### Australien und Neuseeland
Frühe australische Gothic-/Wave-Bands waren Ducks in Formation (Darkness Falls, 1982), Dorian Gray (The Emperor’s New Clothes, 1982), Gravity Pirates (This Way to the Cargo Cult, 1986), Toys Went Berserk (Guns at My Head, 1986), Murder Murder Suicide (Christians, 1986) und I Spartacus (Crank, 1986). Anders als viele europäische Länder hatte Australiens Gothic-Szene ihre Blütezeit jedoch in den 1990ern mit Acts wie Lemon Avenue (Love and Necromancy, 1991), Ikon (Why, 1992) und Big Electric Cat (Dreams of a Mad King, 1994). Anteil an dieser Entwicklung hatten Labels wie das anfangs in Sydney beheimatete Left as in Sinister, das von Mitgliedern der Band Lemon Avenue betrieben wurde und durch die Sampler-Reihe Candles and Intrigue Newcomer-Bands zu ihren ersten Veröffentlichungen verhalf, sowie Heartland Records in Melbourne. Auf letzterem vertreten waren Gruppen wie Subterfuge (Darkland Awakening, 1994), Meridian (Sundown Empire, 1996), Leviathan (Illusions of Life in the Womb, 1996), Love Lies Bleeding (The Way of All Flesh, 1997) und die aus Neuseeland stammende Combo Disjecta Membra (Achromaticia, 1997).
Bands wie Ostia (From the Aether, 1997) und Scissor Pretty (Are You Home?, 1999) folgten, US-amerikanischen Bands entsprechend, einem dem Ethereal nahestehenden Klangbild im Stil der Cocteau Twins und The Cure, während The Mark of Cain (Battlesick, 1989) und Hard Candy (Tattoo, 1992) Gothic Rock mit Garage Punk oder zeitgemäßen Alternative Rock verschmolzen. Zuletzt genannte Melange führten im neuen Jahrtausend The Redresser (Afterlife, 2002) und This Gentle Flow (This Cage, 2009) fort. Zwei der wenigen, derzeit noch aktiven australischen Gothic-Rock-Bands sind 13 Bats (Dust, 2010) und Ascetic (Self Initiation, 2013 und Everything is Becoming, 2015).
Die Anfänge des Gothic Rock in Neuseeland reichen bis in das Jahr 1981 zurück. Zu dieser Zeit veröffentlichten Gruppen wie Danse Macabre (Between the Lines, 1981) und The Pin Group (Ambivalence, 1981) bereits Titel im Stil von Joy Division und The Cure, zwei Jahre später gefolgt von Sons in Jeopardy (Ritual, 1983), die oft mit Theatre of Hate verglichen wurden. Besonders in den Ballungsräumen Auckland und Wellington, und durch die Unterstützung von Labels wie Club Bizarre, konnten sich kleinere, regionale Szenen entwickeln, die in den 1990er Jahren Bands wie Burnt Weeping Eyes (1993), Reserved for Emily (1997), Winterland (Ceremony, 1998) und zuvor erwähnte Disjecta Membra hervorbrachten.

#### Japan
In Japan werden Gothic-Rock-Bands unter der Bezeichnung J-Goth zusammengefasst. Bereits um 1983 entwickelte sich in Tokio eine kleine Szene, in deren Mittelpunkt Gruppen wie Phaidia (Dancing Death, 1985), Nubile (Spyral Totem Toler Than East, 1984), Monochrome World (Monochrome World, 1984), Gara (Manifest, 1985), Still (Real Time, 1985), Mannequin Neurose (Mannequin Neurose II, 1985), Neurotic Doll (Reveal, 1986), Kokushoku Elegy (Kokushoku Elegy, 1986), The Lautrec (Rag Doll, 1986) oder Bardo Thödol (Feeble Voice, 1987) standen. Gegen Ende der 1980er Jahre verebbte diese Szene allmählich und wurde durch den Visual-Kei-Trend abgelöst, der sich zwar optisch an der Gothic-Mode orientiert, stilistisch jedoch keine Verbindung zum Gothic Rock aufweist.

„Zwischen Gothic-Musik und Visual Rock liegen musikalisch nun mal Welten. Diese Bands legen viel Make-Up auf, stylen ihr Haar und tragen schwarze Bondage-Mode. Aber in diesen Äußerlichkeiten erschöpft sich alles. Sinn und Zweck dieser Bands ist es zumeist nicht, Musik aufzuführen, sondern Make-Up zu tragen und sich oft auffällig zu dekorieren. Ihre Musik ist in Wahrheit uralter, volkstümlicher Schlager mit längst abgenutzter Liebeslyrik. Einige japanische Massenmedien bezeichnen ausgerechnet diese Bands als japanische Gothic-Bands.“

Seit den 1990ern waren nur noch wenige Gothic-Bands musikalisch aktiv, darunter Jelsomena (The Lord’s Will, 1990), Gille’Loves (Barairo no Kyūketsuki, 1993), deren Nachfolgeband Fiction (Lucifer to iu na no Oningyō, 1997), Art Marju Duchain (Demon est Deus inversus, 2000) und 13th Moon (Dance to the Death EP, 2008).

#### Südafrika
Mit dem Wandel Südafrikas vom Schwellenland zum westlich geprägten Industriestaat konnten Ende der 1970er Jahre auch Musikbewegungen wie Punk und Post-Punk in den Großstädten Fuß fassen. Wenngleich Post-Punk-Gruppen wie Dog Detachment (The Last Laugh, 1983) bereits Elemente des Gothic Rock nutzten und sich an britischen Vorbildern wie Echo & The Bunnymen orientierten, erlebte das Genre selbst erst in der zweiten Hälfte der 1980er Jahre in Südafrika seine volle Blütezeit. Führende Bands waren u. a. No Friends of Harry (One Came Running, 1987) aus Johannesburg, The Gathering (Perfect Souls/Wooden Walls, 1988) aus Pretoria und The Awakening aus Kapstadt (nicht zu verwechseln mit der gleichnamigen 1990er Dark-Rock-Combo aus Johannesburg). Weitere Gruppen dieser Ära waren The Attic Muse, The Autumn Ritual, The Death Flowers of Nocypher (später in The Lords of Gehenna umbenannt) und Penguins in Bondage.
Zehn Jahre später folgten Nachzügler wie die Johannesburger Gruppen The Awakening (Risen, 1997) und The Eternal Chapter (The Eternal Chapter, 1998) sowie die inzwischen London-basierten Descendants of Cain (Atziluth, 2000). Dieser Auftrieb war jedoch nur von kurzer Dauer. The Eternal Chapter lösten sich nach zwei Veröffentlichungen auf. The Awakening, die mit Risen ein traditionell orientiertes Werk aufnahmen, veränderten in der Folgezeit ihren Stil und wandten sich dem eher heavy-metal-inspirierten Dark Rock zu. Erst mit dem 2009er Album Tales of Absolution and Obsoletion kehrten sie zu ihren Wurzeln zurück.

## Einfluss auf andere Genres
Der Gothic Rock beeinflusste eine Reihe nachkommender Musikbewegungen, wie Madchester, Shoegazing, Britpop und Trip-Hop, und trug maßgeblich zur Entwicklung des Gothic Metal bei.
So schuf beispielsweise die Madchester-Band The Stone Roses auf ihrer 1985er, von Martin Hannett (Joy Division) produzierten Debüt-Single So Young/Tell Me zwei deutlich gothic-orientierte Stücke und zeigte sich auch später noch vom Gothic Rock beeinflusst, als sie die 1990er Single I Wanna Be Adored veröffentlichte. Die Noise-Pop-Bands My Bloody Valentine und The Jesus and Mary Chain zählten unter anderem Joy Division, The Birthday Party, Bauhaus, The Cure (auch optisch) und Siouxsie and the Banshees zu ihren Einflüssen. Auch Slowdive, die später zu den bedeutendsten Vertretern des Shoegazing gehörten, ließen sich durch die Musik von Siouxsie and the Banshees und The Cure inspirieren:

„Wir haben schon eine Verbindung zum Gothic Rock, das wollen wir nicht abstreiten. Bis vor einigen Monaten wurdest du von der Presse ausgelacht, wenn du dich zum Gothic bekannt hast. Jetzt wird Gothic gerade wieder akzeptiert, genau wie The Cure. Vor einem Jahr durftest du nicht sagen, dass du auf The Cure stehst, aber im Moment sind sie gerade mal wieder angesagt, ebenso wie Siouxsie, die gerade auf unsere Sängerin Rachel einen großen Einfluss hat.“

„Nick (unser Bassist) ist totaler The-Cure-Fan und deswegen klauen wir immer deren Baßläufe. Wir haben alle ziemlich verschiedene Musikgeschmäcker und mögen dementsprechend verschiedene Bands. Es gibt nur zwei Bands, die wir alle mögen, und das sind The Cure und Joy Division.“

Die Trip-Hop-Combo Massive Attack arbeitete auf ihrem 1998er Album Mezzanine mit Gothic-Elementen, (unter anderem auf Group Four und Man Next Door) und schlug (mit ironischer Note) als Titulierung des neuen Stils die Bezeichnung „Goth Hop“ vor. Einige der Stücke des Albums, wie Teardrop, wurden von Elizabeth Fraser (Cocteau Twins) eingesungen. Auch Portishead wird oft ein Gothic-Einfluss zugesprochen. So bezeichnete die amerikanische Musikzeitschrift Rolling Stone das Portishead-Debüt Dummy 1995 als „Gothic Hip Hop“.
Weiterhin initiierte der Gothic Rock die Herausbildung des Gothic Metal. Diese Form der Musik entstand in der ersten Hälfte der 1990er Jahre, nachdem unterschiedliche Gruppen aus dem Death-Doom-Umfeld Elemente des Gothic Rock und Dark Wave aufgegriffen hatten. Wegweisend waren hierbei Bands wie Paradise Lost, My Dying Bride und Tiamat, die mit Frauengesang, Growling und filmmusik-ähnlichen Keyboard-Klängen arbeiteten. Umgekehrt unternahmen Bands aus dem Gothic-Rock-Umfeld, wie Love Like Blood, Dreadful Shadows oder The Nefilim, ein Nachfolgeprojekt der Fields of the Nephilim, ähnliche Versuche, indem sie Metal-Elemente mit konventionellem Gothic Rock verknüpften.
Einfluss übten frühe, mit dem Gothic Rock assoziierte Gruppen wie Joy Division auch auf einzelne Projekte innerhalb der Americana- oder Alternative-Country-Szene aus, namentlich Bands wie The Walkabouts, 16 Horsepower und Woven Hand, deren Stil auch als „Goth(ic) Country“ bezeichnet wird. In Deutschland gingen einen vergleichbaren Weg Lacasa Del Cid.
Im Verlauf des neuen Jahrtausends startete eine Welle von Indie-Rock-Bands, die sich auf die Musik von Joy Division, The Cure, Bauhaus und Echo & The Bunnymen berufen. Hierzu zählen unter anderem Interpol, Editors, Bloc Party, Dragons, Franz Ferdinand, She Wants Revenge oder Monozid. Ein nur mehr indirekter Bezug besteht zum sogenannten Dark Rock, da einige seiner Vertreter aus dem Gothic Metal oder teilweise sogar Gothic Rock stammten, sich musikalisch aber eher an modernem Alternative Rock zu orientieren begannen. Aus diesem Grunde wurden und werden dunklere Alternative Bands oft fälschlicherweise als Gothic bezeichnet oder vermarktet, obgleich sich der Gothic-Bezug zumeist eher auf Styling und Image besagter Gruppen bezieht als auf deren Musikstil.

## Bedeutende Vertreter
- Alien Sex Fiend (nur partiell)
- Bauhaus
- The Brotherhood of Pagans
- Calling Dead Red Roses
- Catastrophe Ballet (bis 1993)
- Cinema Strange
- Cocteau Twins (teilweise bis 1984)
- Clan of Xymox (1984/1986)
- Corpus Delicti (bis 1995)
- The Cure (1982)
- The Danse Society
- Dead or Alive (bis 1982)
- Dronning Maud Land (bis 1994)
- Faith and the Muse (bis 2001)
- Fields of the Nephilim (bis 1990)
- Garden of Delight (bis 1996)
- Gene Loves Jezebel
- The Hall of Souls
- The House of Usher
- Kiss the Blade
- Lady Besery’s Garden (bis 1998)
- Love Like Blood (bis 1992)
- Lucie Cries
- Marquee Moon
- Mephisto Walz
- Moonchild (bis 1996)
- Nosferatu
- Play Dead
- The Prophetess (bis 1996)
- Red Lorry Yellow Lorry
- The Rose of Avalanche
- Rosetta Stone (bis 1993)
- Scarlet’s Remains
- Screams for Tina
- Sex Gang Children
- Siouxsie and the Banshees
- The Sisters of Mercy (bis 1987)
- Skeletal Family
- The Southern Death Cult[96]
- Specimen
- Still Patient?
- Swans of Avon (bis 1995)
- Sweet William
- This Burning Effigy (bis 2001)
- The Tors of Dartmoor (bis 1996)
- Two Witches (bis 1995)
- UK Decay
- Vendemmian
- Virgin Prunes
- Witching Hour
- Xmal Deutschland (bis 1985)

## Bedeutende Labels
- 4AD (UK)
- Alice in... (D)
- Anagram Records (UK)
- Apollyon Rekordings (D)
- Cleopatra Records (US)
- Dion Fortune (D)
- Grave News Limited (UK)
- Jungle Records (UK)
- M & A Musicart (SWE)
- Nightbreed Recordings (UK)
- Orphanage Records (US)
- Resurrection Records (UK)
- Strobelight Records (A)
- Supporti Fonografici (I)
- Talitha Records (D)
- Tess Records (US)